# Lista över ledamöter av Sveriges riksdags andra kammare 1969–1970
Ledamöter av Sveriges riksdags andra kammare 1969–1970.
Ledamöterna invaldes vid valet 15 september 1968 till andra kammaren, men nyinvalda tillträdde sina riksdagsplatser först 1969. Mandatperioden blev kort, då stora delar av Sveriges statsförvaltning omorganiserades kring 1970/1971, med val 1970.

## Stockholms stad
- Yngve Holmberg, direktör, h
- Astrid Kristensson, förbundsjurist, h
- Gösta Bohman, direktör, h
- Filip Fridolfsson, fabrikör, h
- Bengt Sjönell, direktör, c
- Bertil Ohlin, professor nationalekonomi, fp
- Per Ahlmark, fil. kand., fp
- Kerstin Anér, radioproducent, fp
- Daniel Wiklund, byrådirektör, fp
- Ola Ullsten, socionom, fp
- Tage Erlander, statsminister, s
- Torsten Nilsson, utrikesminister, s
- Nancy Eriksson, fru, s
- Olof Palme, statsråd, s
- Hans Gustafsson, statsråd, s
- Hans Hagnell, fil. lic., s
- Gertrud Sigurdsen, sekreterare, s
- Oskar Lindkvist, ombudsman, s
- Mats Hellström, sekreterare, s
- Bertil Zachrisson, chefredaktör, s
- Anita Gradin, departementssekreterare, s
- C-H Hermansson, partiordförande, vpk

## Stockholms län
- Alf Wennerfors, studierektor, h
- Allan Åkerlind, byggnadsarbetare, h
- Staffan Burenstam-Linder, docent, h
- Britt Mogård, ämneslärare, h
- Erik Grebäck, agronom, c
- Per Olof Sundman, författare, fp
- Cecilia Nettelbrandt, förbundsjurist, fp
- Ingemar Mundebo, avdelningsdirektör, fp
- Gabriel Romanus, fp
- Karl-Erik Strömberg, skoldirektör, s
- Essen Lindahl, sekreterare, s
- Anna-Lisa Lewén-Eliasson, fru, s
- Ingvar Carlsson, förbundsordförande, s
- Folke Trana, småbrukare, s
- Bror Nyström, smidesmästare, s
- Lars Gustafsson, lektor, s
- Lennart Andersson, ombudsman, s
- Ivar Nordberg, ombudsman, s
- Lilly Bergander, kontorist, s

## Uppsala län
- Blenda Ljungberg, läroverksadjunkt, h
- Sten Wahlund, professor, c
- Erik Tobé, överlantmätare, fp
- John Lundberg, ombudsman, s
- Arne Gadd, rev. dir., s
- Birgitta Dahl, förste byråsekreterare, s

## Södermanlands län
- Carl-Eric Hedin, lantbrukare, h
- Tage Sundkvist, lantbrukare, c
- Sven Wedén, disponent, fp
- Svante Lundkvist, postiljon, s
- Ingrid Ludvigsson, kontorist, s
- Sven Zetterström, kommunalråd, s
- Olle Svensson, chefredaktör, s

## Östergötlands län
- Karin Wetterström, fröken, h
- Erik Glimnér, lantbrukare, c
- Åke Polstam, polisinspektör, c
- Sigvard Rimås, lantbrukare, fp
- Gunnar Ericsson, direktör, fp
- Sven Persson, lantarbetare, s
- Astrid Bergegren, kontorist, s
- Rune Johansson i Norrköping, ombudsman, s
- Oscar Franzén, metallarbetare, s
- Ingemar Leander, folkskollärare, s

## Jönköpings län
- Carl-Wilhelm Lothigius, direktör, h
- Anders Björck, förbundsordförande, h
- Sven Johansson, pastor, c
- Arne Magnusson, lantbrukare, c
- Yngve Hamrin, chefredaktör, fp
- Harald Almgren, metallarbetare, s
- Karl Rask, fabrikör, s
- Iris Ekroth, affärsbiträde, s
- Åke Gustafsson, redaktör, s

## Kronobergs län
- Erik Hovhammar, bruksdiponent, h
- Rune Gustavsson, ombudsman, c
- Bertil Johansson, lantbrukare, c
- Rune Johansson i Ljungby, statsråd, s
- Bengt Fagerlund, kontorsföreståndare, s

## Kalmar län
- Erik Krönmark, lantbrukare, h
- Fritz Börjesson, lantbrukare, c
- Anders Dahlgren, lantbrukare, c
- Stig Alemyr, rektor, s
- Eric Johanson, typograf, s
- Bernt Nilsson, ombudsman, s
- Birger Rosqvist, lots, s

## Gotlands län
- Nils Franzén, lantbrukare, c
- Torsten Gustafsson, lantbrukare, c
- Bengt Arweson, fiskare, s

## Blekinge län
- Hans Wachtmeister, godsägare, h
- Claes Elmstedt, lantbrukare, h
- Eric Karlsson, rörmontör, s
- Thyra Löfqvist, fru, s
- Nils Fridolfsson, ombudsman, s

## Kristianstads län
- Jöns Nilsson, fruktodlare, h
- Einar Larsson, lantbrukare, c
- Anna-Lisa Nilsson, handelsträdgårdsmästare, c
- Arvid Nilsson, sågverksarbetare, fp
- Gunnar Engkvist, målarmästare, s
- Erik Johansson, arbetsförmedlingsföreståndare, s
- Gusti Gustavsson, elinstallatör, s
- Börje Nilsson, socionom, s

## Malmö, Helsingborg, Landskrona och Lund
- Carl Göran Regnéll, bankdirektör, h
- Mårten Werner, komminister, h
- Rolf Clarkson, direktör, h
- Sigfrid Löfgren, disponent, fp
- Sten Sjöholm, stadsfogde, fp
- Erik Adamsson, expeditör, s
- Einar Henningsson, ombudsman, s
- Eric Svenning, redaktör, s
- Hugo Bengtsson, plåtslagare, s
- Anna-Greta Skantz, ombudsman, s
- Lennart Pettersson, universitetslärare, s
- Eric Jönsson, ombudsman, s

## Malmöhus län
- Ingrid Sundberg, fru, h
- Nils G. Hansson i Skegrie, lantbrukare, c
- Stig Josefson, lantbrukare, c
- Eric Nelander, expeditionsföreståndare, fp
- Mary Holmqvist, fru, s
- Hans Jönsson, ombudsman, s
- William Björk, trädgårdsmästare, s
- John Johnsson, s

## Hallands län
- Gunnar Oscarsson, kapten, h
- Johannes Antonsson, hemmansägare, c
- Alvar Andersson (politiker), lantbrukare, c
- Ingemund Bengtsson, arbetsförmedlingsföreståndare, s
- Gösta Josefsson, inspektör, s

## Göteborg
- Ove Nordstrandh, lektor, h
- Bengt-Olof Thylén, disponent, h
- Bertil von Friesen, läkare, fp
- Sven Gustafson, bankkamrer, fp
- Ingegärd Frænkel, studierektor, fp
- Thorvald Källstad, rektor, fp
- Per Bergman, direktör, s
- Valter Kristensson, metallarbetare, s
- Kurt Hugosson, byråchef, s
- Doris Håvik, assistent, s
- Jan Bergqvist, universitetslärare, s
- Lars-Ingvar Sörenson, lokförare, s
- Gunvor Ryding, industritjänsteman, vpk

## Göteborgs och Bohus län
- Nils Carlshamre, lektor, h
- Lennart Mattsson, distrikts-studieledare, c
- Georg Åberg, fiskeriombudsman, fp
- Henry Berndtsson, lantbrukare, fp
- Gunnar Gustafsson, ombudsman, s
- Evert Svensson, socionom, s
- Sven Olsson, ombudsman, s

## Älvsborgs läns norra
- Arvid Enarsson, skogsbruksägare, h
- Robert Dockered, lantbrukare, c
- Sven Antby, lantbrukare, fp
- Hilding Johansson, fil. dr, s
- Sven Andersson, pappersbruksarbetare, s
- Ruth Andersson, kurator, s

## Älvsborgs läns södra
- Tage Magnusson, disponent, h
- Arne Persson, lantbrukare, c
- Rune Carlstein, stadskassör, s
- Gördis Hörnlund, fru, s
- Bernt Ekvall, ombudsman, s

## Skaraborgs län
- Rolf Eliasson, lantmästare, h
- Gunnar Larsson, lantbrukare, c
- Bengt Börjesson, kamrer, c
- Gunnar Hyltander, köpman, fp
- Nils Odhe, lantarbetare, s
- Arne Blomkvist, porslinsarbetare, s
- Eva Åsbrink, rektor, s

## Värmlands län
- Leif Cassel, lantbrukare, h
- Bertil Jonasson, småbrukare, c
- Karl Erik Eriksson, lantbrukare, fp
- Arvid Eskel, länsarbetsdirektör, s
- Karl-Gustav Andersson, rörverksarbetare, s
- Holger Mossberg, järnbruksarbetare, s
- Viola Sandell, fröken, s
- Gunnar Eskilsson, kommunalarbetare, s

## Örebro län
- Per-Eric Ringaby, godsägare, h
- Erik Larsson, lantbrukare, c
- Sven Andersson i Örebro, frisörmästare, fp
- Erik Brandt, pappersbruksarbetare, s
- Henry Allard, f.d. försäljningschef, s
- Marta Lindberg, fru, s
- Sture Ericson, chefredaktör, s
- Olle Aldén, förman, s

## Västmanlands län
- Sven Vigelsbo, lantbrukare, c
- Carl-Gustav Enskog, linjeingenjör, fp
- Sven Hammarberg, järnbruksarbetare, s
- Olle Göransson, verkmästare, s
- Lena Hjelm-Wallén, adjunkt, s
- Eric Marcusson, ombudsman, s
- Thure Jadestig, föreståndare, s

## Kopparbergs län
- Lars Eliasson, lantbrukare, c
- Karl Boo, kontrollasistent, c
- Anders Jonsson, möbelhandlare, fp
- Torsten Fredriksson, gruvarbetare, s
- Sven Mellqvist, expeditör, s
- Gudrun Sundström, fru, s
- Åke Green, studieombudsman, s
- Ingrid Bergman, fru, s

## Gävleborgs län
- John Eriksson i Bäckmora, f.d. ombudsman, c
- Gunnel Jonäng, fru, c
- Olof Westberg, rektor, fp
- Sigurd Lindholm, ombudsman SAP, s
- Sven Ekström, kommunalkamrer, s
- Anders Haglund, ombudsman, s
- Gunbjörg Thunvall, fru, s
- Olle Westberg, svarvare, s
- Olle Östrand, s

## Västernorrlands län
- Gunnar Hedlund, f.d. statsråd, c
- Thorbjörn Fälldin, lantbrukare, c
- Rolf Sellgren, fp
- Bernhard Sundelin, åkeriägare, s
- Bengt Wiklund, journalist, s
- Elvira Holmberg, fru, s
- Bo Martinsson, advokat, s
- Stig Olsson, ombudsman, s

## Jämtlands län
- Erik Larsson i Norderön, lantbrukare, c
- Elias Jönsson, lantbrukare, fp
- Birger Nilsson, ombudsman, s
- Valfrid Wikner, länsskogvaktmästare, s
- Sven Lindberg, ombudsman, s

## Västerbottens län
- Tore Nilsson, predikant, h
- Jan-Ivan Nilsson, lantbrukare, c
- Sigvard Larsson, direktör, fp
- Gösta Skoglund, f.d. statsråd, s
- Roland Brännström, verkmästare, s
- Gunnar Lundmark, jordbruksinstruktör, s
- Arne Nygren, redaktör, s

## Norrbottens län
- Per Petersson i Gäddvik, hemmansägare, h
- Torsten Stridsman, ombudsman, c
- Ingvar Svanberg, rektor, s
- Erik Hammarsten, bageriarbetare, s
- Tage Hansson, socialchef, s
- Frida Berglund, s
- Karl-Erik Häll, ombudsman, s
- Eivor Marklund, fru, vpk